# كلية العلوم بجامعة طيبة
أنشئت كلية العلوم بجامعة طيبة بالمدينة المنورة بناءً على موافقة المقام السامي الكريم رقم 7/ ب/5538 وتاريخ 20/4/1418هـ، وقد بدأت كلية العلوم بقسمين علميين هما قسم الفيزياء وقسم الرياضيات، وبعد سنة من التأسيس تم إنشاء ثلاثة أقسام جديدة هي ( قسم الأحياء ، قسم الكيمياء ، قسم الحاسب الآلي الذي أصبح فيما بعد كلية مستقلة )، وقد بدأت الكلية بقبول الدفعة الأولى من أبنائها في عام 1418/1419هـ بعدد 50 طالباً وطالبة وتضم كلية العلوم عدة أقسام علمية وهي :
1. قسم الفيزياء
2. قسم الرياضيات
3. قسم الأحياء
4. قسم الكيمياء
5. قسم الجيولوجيا.

## الرؤية
أن تصبح كلية العلوم في جامعة طيبة رائدة على المستوى المحلي والإقليمي ،ومعترفاً بها دولياً , لإبداعها وتميزها في مجالات التعليم والتعلم والبحث العلمي التطبيقي الهادف.

## الرسالة
تسعى كلية العلوم – جامعة طيبة إلى التميز والحصول على الاعتماد الأكاديمي مع الحفاظ على الهوية الإسلامية وذلك من خلال :
•	إعداد خريج متميز معرفياً ومهارياً لسوق العمل المحلي والإقليمي .
•	تنمية قدرات أعضاء هيئة التدريس ومن في حكمهم بما يتماشى مع كل جديد.
•	الارتقاء بالبحث العلمي وتفعيل المشاركة المجتمعية لتمنية البيئة وخدمة المجتمع .
•	تفعيل آليات ضمان الجودة وتحديثها الدائم .
•	بناء بيئة جامعية جاذبة ومتكاملة.

## قيم الكلية
تلتزم الكلية في جميع أنشطتها بمجموعة من القيم تتمثل في :
•	الالتزام برؤية ورسالة الجامعة .
•	الأولوية للخدمات الطلابية , والاستجابة للمقترحات البناءة , وحل المشاكل .
•	الحفاظ على الهوية الإسلامية وتعزيز الشعور بالانتماء الوطني .
•	المصداقية والأخلاق المستقاة من ديننا الحنيف مثل: الشفافية,الأمانة ,المرونة ,الاحترام المتبادل.
•	العدالة وعدم التمييز بين أعضاء هيئة التدريس , العاملين , والطلبة إلا بالكفاءة والتميز في الأداء.
•	الالتزام بأخلاقيات المهنة والبحث العلمي .
•	الالتزام بحقوق الملكية الفكرية ( التأليف والنشر( .
•	التعاون وتقدير العمل بروح الفريق .
•	الابتكار والإبداع والتميز وتشجيع المتميزين في كل المجالات .
•	التطوير المستمر لضمان الجودة .
•	المسؤولية والمحاسبة من خلال وضع وتفعيل آليات واضحة .
• 	تقدير وإعلاء قيمة المجتمع والحفاظ على البيئة .
•	التواصل مع مجتمعات العالم وثقافاته المختلفة . 

## مجلة جامعة طيبة للعلوم
مجلة جامعة طيبة للعلوم (JTUSCI) هي مجلة علمية دولية في العلوم الأساسية. ويتم إنتاج هذه المجلة ونشرتها جامعة طيبة، المدينة المنورة، المملكة العربية السعودية. نطاق المجلة إلى نشر استعراض الأقران الأبحاث والاتصالات قصيرة، استعراض وتعليقات وكذلك وقائع المؤتمر العلمي في مسألة خاصة. وينصب التركيز على البيولوجيا والجيولوجيا، والكيمياء، ومراقبة البيئة، الرياضيات والإحصاء، وتكنولوجيا النانو، والفيزياء، والمجالات ذات الصلة من الدراسة. وJTUSCI الآن تنشر كل ثلاثة أشهر أربع قضايا (يناير، أبريل، يوليو وأكتوبر) في السنة. ويستند تقديمها إلى مجلة على أن يكون مفهوما أن هذه المادة لم تنشر من قبل في أي شكل آخر ولا يتم اعتبار للنشر في أي مكان آخر.
ورقة بحثية: هناك 8 صفحات كحد أقصى حد لطول الورقة البحثية. وينبغي أن تشمل مجموعة من الكلمات الرئيسية ومجردا تليها مقدمة، مواد وطرق، النتائج والمناقشة ...

## روابط خارجية
كلية العلوم بجامعة طيبة